# Яблонский, Владимир Юрьевич
Владимир Юрьевич Яблонский (Пустой шаблон {{ВД-Преамбула}} ) — советский и российский хоккеист, нападающий.

## Биография
До семи лет занимался спортивной гимнастикой в ДК Горького, прекратил занятия после смены тренера. По объявлению, увиденному во время телетрансляции ХК «Сибирь», пришёл на тренировку и стал заниматься хоккеем. С 4 класса — в спецклассе школы № 149, тренер Александр Адаменко.
В составе «Сибири» занял 4 место в молодёжном чемпионате СССР 1983/84 и 30 апреля 1984 года в последнем матче «Сибири» дома против ЦСКА (0:10) дебютировал в высшей лиге; также сыграл в сезоне семь матчей за «Машиностроитель» Новосибирск во второй лиге. Отыграл за «Сибирь», вылетевшую в первую лигу, два сезона. В сезонах 1986/87 — 1987/88 в рамках прохождения армеёской службы играл за СКА Новосибирск, бронзовый призёр чемпионата Вооруженных Сил Советского Союз. Затем вернулся в «Сибирь», за которую выступал до сезона 1997/98 (4 последних — в МХЛ и Суперлиге). За 13 сезонов в команде набрал 291 (158+133) очко.
После окончания карьеры стал заниматься пассажирскими перевозками. Игрок ветеранских хоккейных турниров.